# Nuptse
Nuptse – siedmiotysięcznik w Nepalu w Himalajach. Pod względem wysokości 23 szczyt na Ziemi.
Nuptse ma kilka wierzchołków:
- Nuptse I – 7861 m,
- Nuptse II – 7827 m,
- Nuptse Shar I – 7804 m,
- Nuptse Nup I – 7784 m,
- Nuptse Shar II – 7776 m,
- Nuptse Nup II – 7742 m,
- Nuptse Shar III – 7695 m.

Najwyższy szczyt zdobyli jako pierwsi 16 maja 1961 r. Dennis Davis i Tashi Sherpa z wyprawy, kierowanej przez Joego Walmsleya. Wejścia dokonali zachodnią ścianą od strony lodowca Khumbu.
Szczyt odznacza się charakterystyczną, stromą sylwetką. Zachodnia ściana szczytu opada ponad 2300 metrów (inne źródła podają nawet 2700 metrów) do leżącego u jej stóp lodowca Khumbu. Południowa ściana z kolei ma 2500 metrów wysokości i 5 kilometrów szerokości.
W dniu 30 kwietnia 2017 na wysokości około 7600 m n.p.m. odpadł od ściany i zginął Ueli Steck – szwajcarski himalaista, zdobywca dwóch Złotych Czekanów, który na Nuptse przygotowywał się do pionierskiej wyprawy trawersu dwóch głównych ośmiotysięczników – Mount Everst i Lhotse.